# Piatti (Adelsgeschlecht)

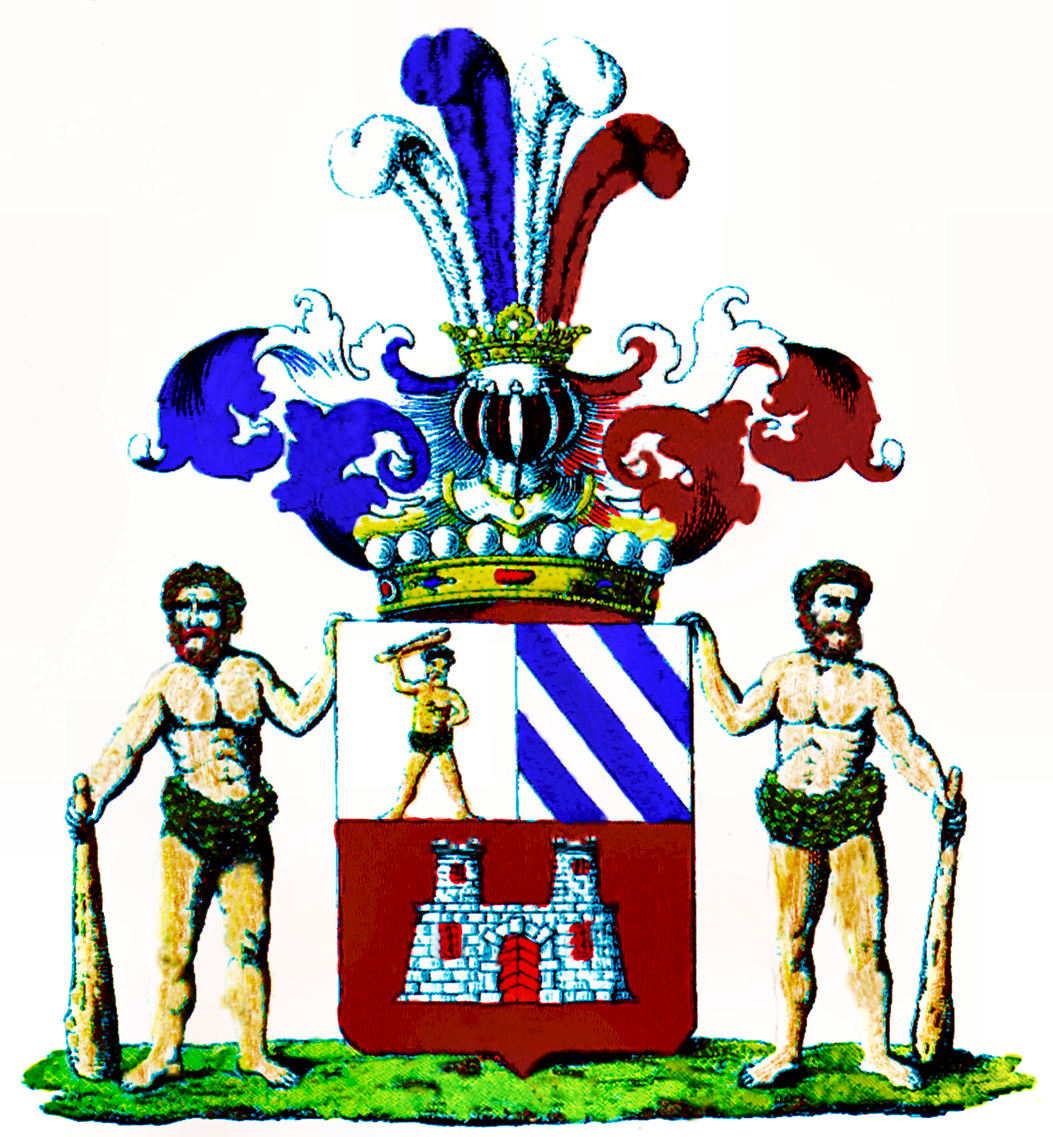
Wappen der Grafen von Piatti 1841

Die Grafen und Marchesen von Piatti sind ein altes italienisches Adelsgeschlecht, das zuerst in die Dienste der sächsischen Herrscher trat und sodann in Österreich zu Ansehen gelangte.

## Geschichte

### In Italien
Die Piatti sind ein katholisches, aus einer alten, mailändischen Familie stammendes Geschlecht, von dem zwei Brüder, die den geistlichen Weg eingeschlagen hatten, zu erwähnen sind: Ottavio, später Girolamo, Piatti (* 1547 in Mailand; † 14. August 1591 in Rom), latinisiert Platus, war italienischer Jesuit, Sekretär des Jesuitengenerals Claudio Acquaviva und Flaminio Piatti (* 1548 in Mailand; † 2. November 1613 in Rom), italienischer Prälat, seit 1591 Kardinal. Danach wirkte die Familie bald 300 Jahre lang als venezianische Marquisenfamilie, die zur Zeit des Siebenjährigen Krieges nach Sachsen kam.

### In Sachsen
Die Brüder Alessandro (* 1722) und Ferdinando Giuseppe (* 1732), Marchese Piatti, ließen sich nach 1763 am Dresdner Hof nieder. Alessandro blieb unverheiratet, doch Ferdinand Giuseppe ehelichte
Friederike Luise Marquise von Piatti, geborene Freiin von Erdmannsdorf, (1733–1825) später Obersthofmeisterin der Gemahlin des Prinzen Maximilian von Sachsen (1759–1838), die schon 1788 als Witwe vorkam. Die beiden hinterließen vier Söhne.
1. Carl Alexander Marquis von Piatti (* 2. September 1766; † 21. Februar 1831) war königlich sächsischer Konferenzminister, Oberkammerherr der königlich sächsischen Hofkammer, Geheimer Rat und Obersthofmeister beim Prinzen Anton von Sachsen, Commandeur des Zivilverdienstorden und Großkreuz-Kapitular des königlich-bayerischen Hausritterordens vom Heiligen Michael.[4] Er vermählte sich am 26. August 1815 mit Maria Anna Gräfin von Apponyi (* 26. August 1781; † 10. Juni 1852).[5]
2. Johann Friedrich (* 26. August 1768; † 6. Januar 1837) war königlich sächsischer Kammerherr und Oberst der Infanterie.
3. Paul Emil Marquis von Piatti (* 29. Dezember 1771; † 10. September 1834) war königlich sächsischer Geheimer Rat, Kammerherr und Obersthofmeister des Prinzen Maximilian von Sachsen. Er ehelichte am 26. September 1802 Carolina von Dziembowo Pomian Dziembowska (* 11. September 1782).
  1. Friedrich August Graf und Marquis von Piatti (* 1. Juli 1803; † 24. November 1872)
  2. Clemens, (* 13. August 1817), k. k. Kämmerer
4. Caesar (* 25. Januar 1773; † 24. Juni 1843) starb unvermählt als königlich sächsischer Geheimer Rat und Obersthofmeister des Prinzen Maximilian von Sachsen. Er wurde am 26. März 1814 in den bayerischen Grafenstand aufgenommen.[6][7]

### In Österreich

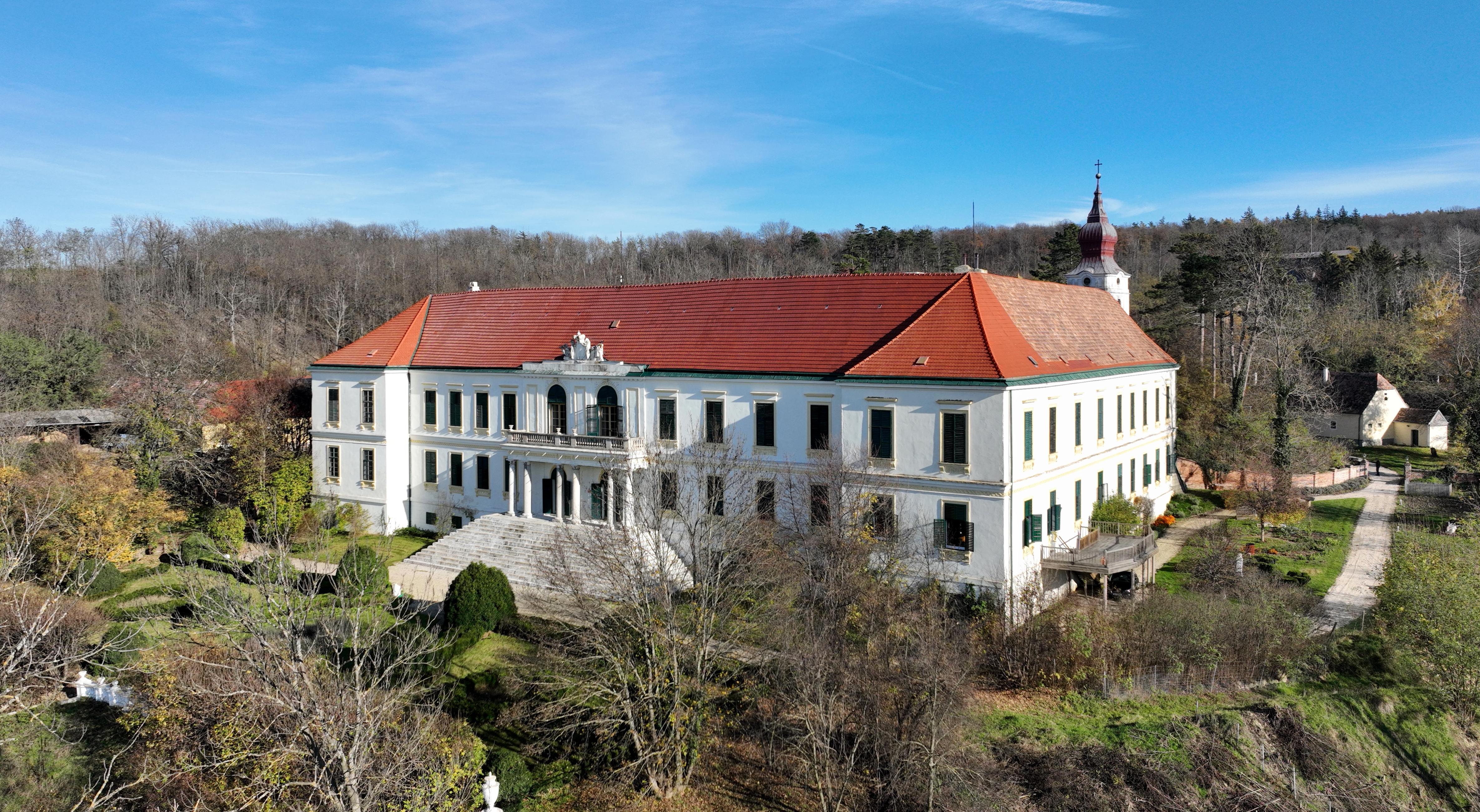
Schloss Loosdorf

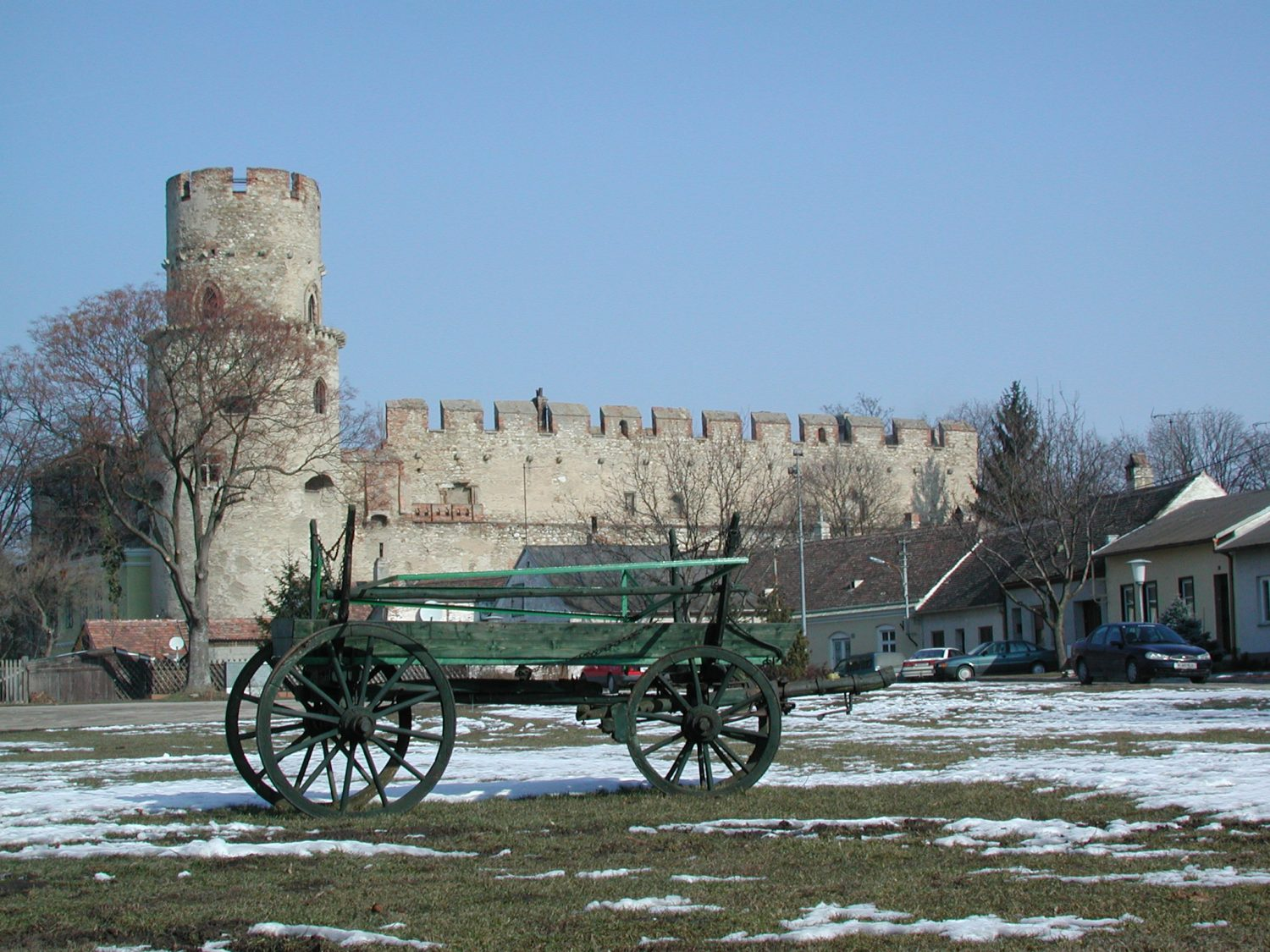
Burg Laa

1. Friedrich August Graf und Marquis von Piatti (* 1. Juli 1803; † 24. November 1872[8]) war k. k. Kämmerer, niederösterreichischer Landtagsabgeordneter, Herr zu Loosdorf im Weinviertel, Hagendorf und Burg Laa in Niederösterreich, vermählte sich am 1. Juli 1830 mit Cäcilie (* 30. April 1812), Sternkreuzdame, Schwester des Fürsten Eduard von Collalto und San Salvatore.[9] Er ließ sich den venezianischen Conte-Titel am 14. April 1829 für sich und seine Angehörigen bestätigen und am 29. September 1836 wurde er in den niederösterreichischen Herrenstand aufgenommen und sein Marchesetitel prävaliert.[10] 1834 ging das Schloss Loosdorf im Weinviertel von Johann I. Josef, Fürst von Liechtenstein an die Grafen Piatti, deren Nachkommen bis heute die Gebäude bewohnen und bewirtschaften. Die Sammlungen der Familie Piatti – Porzellan, Zinnfiguren und Orden – sind im Schlossmuseum zu bewundern.[11] Durch Allerhöchste Entschließung vom 2. Februar 1841 zu Wien (Diplom vom 25. September 1842 ebenda) wurden er und seine Nachkommen von Kaiser Franz Joseph I. in den österreichischen Grafenstand erhoben.
  1. Eduard Anton Emil, (* 17. April 1831), k. k. Oberleutnant,
  2. Ferdinand Alphons Clemens Graf und Marquis von Piatti, (* 17. April 1833 – 1908), k. k. Leutnant, verheiratet mit Margarethe Gräfin Collalto (1840–1918)
    1. Alfons Graf und Marquis von Piatti (1866–1940), verheiratet mit Gabriele Gräfin Paar
      1. Ferdinand Graf und Marquis von Piatti (1899–1980), verheiratet mit Gräfin Anna Collalto
        1. Manfred Rambald Wenzeslaus Piatti (* 22. Juli 1924 in Loosdorf), verheiratet mit Mechtildis von Habsburg-Lothringen (* 14. August 1924 in Lissa; † 18. Februar 2000 in Wien), Tochter von Leo Karl von Habsburg-Lothringen
          1. Andrea Piatti (* 1949), verheiratet mit Michael Weissel (* 1946)
            1. Nikolaus Weissel (* 1982)

          2. Alfons Piatti (* 13. September 1950), verheiratet mit Verena Zimburg (* 1955)
            1. Margarita Piatti (* 1980)
            2. Magdalena Piatti (* 1983)
            3. Gabriel Piatti (* 1986)

          3. Michael Piatti-Fünfkirchen (* 23. Januar 1955), verheiratet mit Sophie Pongracz de Miklos et Ovar (* 1959). Mit Hans Graf von Fünfkirchen (1889–1970) und seinem Bruder Franz de Paula (1892–1965) erlosch das Adelsgeschlecht derer zu Fünfkirchen in der männlichen Hauptlinie. Deren Schwester war Caroline von Fünfkirchen (1890–1980), die letzte Regentin des Savoyschen Damenstifts in der Johannesgasse in Wien. Sie adoptierte Manfreds älteren Sohn Michael, der sich seither Michael Piatti-Fünfkirchen nennt.[12]
            1. Moritz Piatti (* 1983)
            2. Anna Piatti (* 1985)
            3. Zeno Piatti (* 1989)
            4. Otto Piatti (* 1993)

          4. Ferdinand Piatti (* 1962), verheiratet mit Angelina von Rohrer (* 1970)[13]
            1. Carl-Ferdinand Piatti (* 2000)

          5. Benedikt Piatti (* 21. März 1966 in Wien), verheiratet mit Margherita von Habsburg-Lothringen (26. Juli 1972 in München)[14]
            1. Matthäus Piatti (* 1999)
            2. Christiana Piatti (* 2001)
            3. Geza Piatti (* 2003)

  3. Paul Emil Caesar, (* 26. Mai 1843)

## Wappen

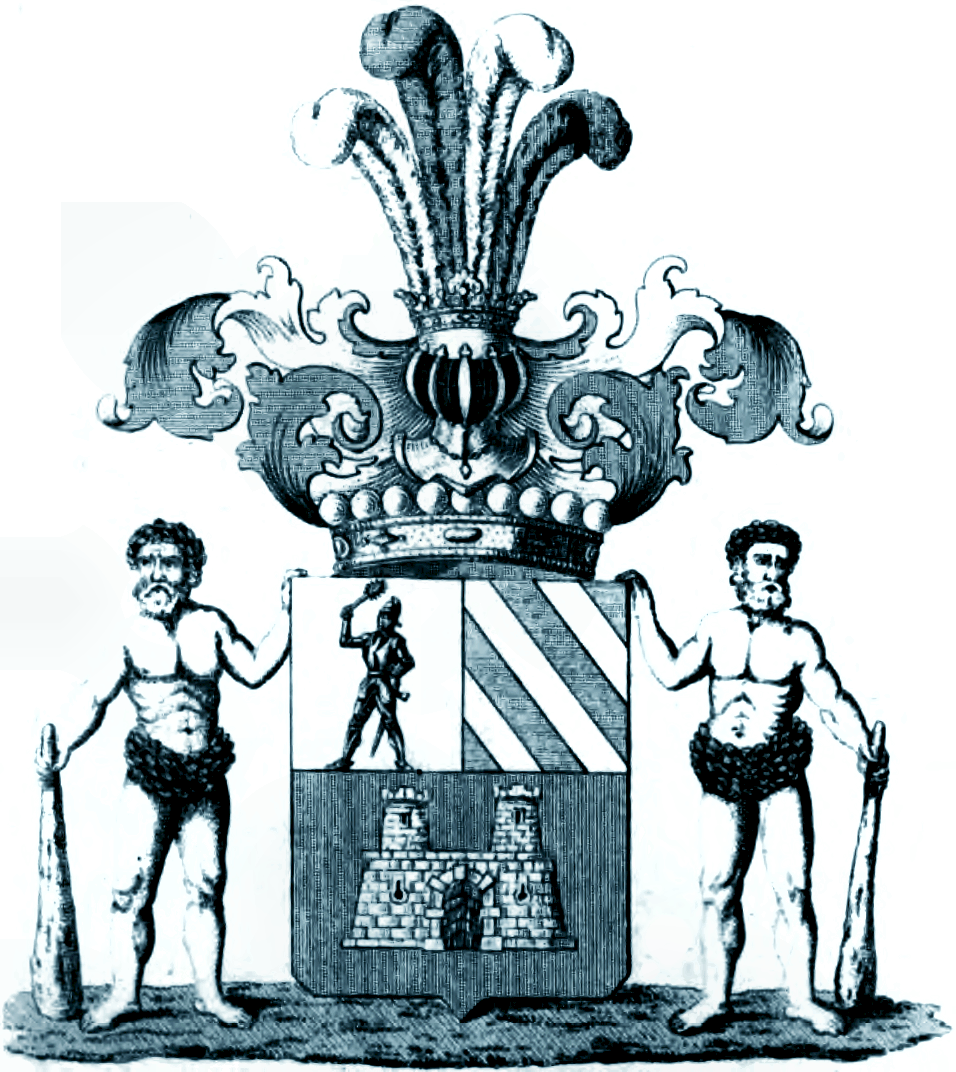
Wappen der Marchesen Piatti

1841: Schild quer und in der oberen Hälfte der Länge nach geteilt; zeigt im ersten silbernen Felde der oberen Schildeshälfte einen vorwärtssehenden wilden, mit Laub umgürteten Mann, welcher in der Rechten eine Keule über den Kopf schwingt, die Linke aber in die Seite stemmt; im zweiten Felde liegen in Silber drei blaue schrägrechte Balken, und in der unteren Hälfte steht in Rot ein steinernes, ausgefugtes Kastell mit zwei gefensterten dreizinnigen Türmen und einem großen, zwischen zwei Fenstern stehenden Tor. Den Schild deckt die Grafenkrone und auf derselben erhebt sich ein gekrönter Helm, welcher vier Straußenfedern, silbern, blau, silbern, rot, trägt. Die Helmdecken sind rechts silbern und blau, links silbern und rot, und den Schild halten zwei mit Laub umgürtete Männer, welche mit der freien Hand eine Keule auf den Boden stemmen.
Nach dem Wappenbuch des Königreichs Bayern (Tyroff I. 89) steht im ersten silbernen Felde der oberen Schildhälfte ein vorwärtssehender, geharnischter Ritter, welcher in der rechten Hand einen sogenannten Morgenstern aufrecht hält, und die linke in die Seite stemmt. Die untere Hälfte des Schildes ist silbern und das Kastell blau.
Das Genealogische Taschenbuch der gräflichen Häuser (1848, S. 494) stellt in das erste silberne Feld einen wilden, eine Keule in der Hand haltenden Mann, in das zweite blaue Feld drei silberne rechte Schrägbalken, und in das dritte silberne Feld ein steinfarbenes Kastell mit zwei Zinnentürmen und einem silbernen, schwarz ausgefugten runden Tor.